# Tropikfugle
Tropikfugle (Phaethontidae) er en familie af årefodede fugle, der blot indeholder tre arter i slægten Phaethon.

## Klassifikation
- Familie Tropikfugle Phaethontidae
  - Slægt Phaethon
    - Rødnæbbet tropikfugl, P. aethereus
    - Hvidhalet tropikfugl, P. lepturus
    - Rødhalet tropikfugl, P. rubricauda